# Amore-Attis

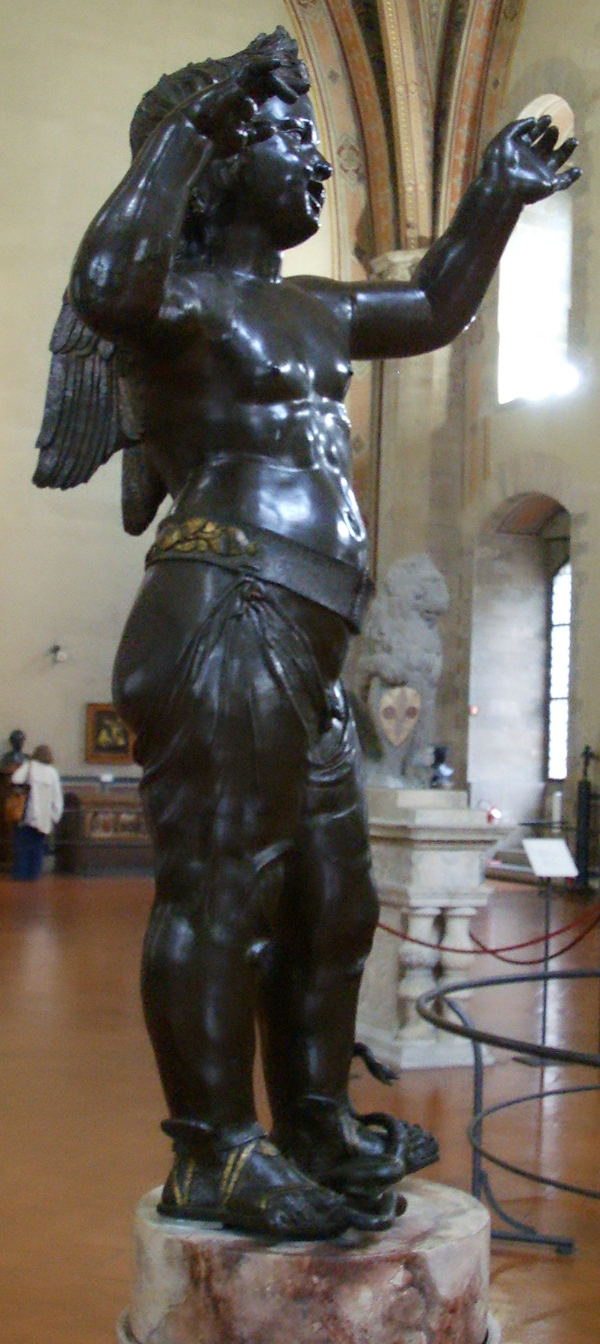
Amore-Attys

Amore-Attis è una scultura bronzea di Donatello, databile al 1440-1443 circa. L'opera, che presenta tracce della doratura originale, misura 104 cm in altezza ed è conservata nel Museo del Bargello.

## Storia
Non si conoscono documenti sulla collocazione originaria o la commissione dell'opera, ma Vasari la cita probabilmente come Mercurio "alto un braccio e mezzo, tutto tondo e vestito in un certo modo bizzarro", in casa di Agnolo Doni, con l'esatta attribuzione a Donatello.
Le capsule di papavero sul cinturone simboleggiano il sonno, ma sono anche la figura araldica della famiglia Bartolini Salimbeni, anche se una possibile commissione da parte di questa famiglia è tutta da dimostrare. Sicuramente non venne commissionata dai Doni, perché la fortuna familiare risale al XVI secolo e nel Quattrocento non erano di certo in grado di permettersi un'opera in bronzo di così alto livello. La particolarità dell'iconografia, non completamente interpretata efficacemente, fa pensare a una committenza privata di carattere molto specifico, forse legata alla cerchia dei colti umanisti fiorentini.
Nel XVII secolo ancora venne creduto un originale antico (Cinelli, 1677), anche per gli attributi pagani e l'atteggiamento impostato a una sfrenata gioia vitale. In quello stesso secolo venne elencato nell'inventario di palazzo Doni in corso dei Tintori, in particolare come collocata in salotto sopra il camino e curiosamente identificata come un Lucifero (Caglioti in Ritorno Amore). Il colto Giovanni Battista Doni, che la possedette nel Seicento, restò colpito dall'inconsueta iconografia e chiese pareri a letterati e antiquari romani, come Luca Holstenio e Giovan Pietro Bellori, i quali fecero la prima volta il nome di Attis.
Nel XVIII secolo Pietro Bono Doni decise di vendere la statua per 600 scudi alle Gallerie fiorentine, con Giuseppe Pelli Bencivenni che curò la trattativa. Il 25 giugno 1778 l'opera veniva esposta per la prima volta agli Uffizi.
Chiamata all'epoca semplicemente Idolo antico, si aprì presto il problema dell'attribuzione, datazione e decifrazione del contenuto. Pelli Bencivenni allora ne fece fare un disegno a Francesco Marchissi per consegnarlo ai maggiori studiosi dell'epoca. Il Lanzi, che all'epoca si trovava a Roma, lo fece vedere tra gli altri a Ennio Quirino Visconti e al Maffei, identificandolo in un primo momento con un'opera antica, magari un Bacchino, per poi correggersi e ipotizzare l'opera di un moderno, accogliendo infine l'attribuzione vasariana nel 1782. La critica successiva ha quasi unanimemente accolto questa attribuzione, datandola al periodo tra il viaggio romano del 1433 e la partenza per Padova del 1443, quando l'artista creò opere di approfondita conoscenza dell'antico, come il celeberrimo David.
Francesco Caglioti (nel saggio Ritorno Amore) circoscrisse la datazione al 1436-1438, confrontando l'opera soprattutto con i due putti del Museo Jacquemart-André.
Un capillare restauro è stato iniziato nel 2001 e concluso nel 2005. Grazie ad esso sono state riscoperte la patinatura originale (con una cromia delle ali diversa da quella del corpo) ed ampie tracce della doratura originale.

## Descrizione
Il titolo dell'opera è convenzionale e rispecchia la più diffusa tra le molteplici interpretazioni date al soggetto. Ritrae un bambino paffutello che sembra inscenare una danza con le braccia in aria e con un ondeggiamento delle spalle. L'atteggiamento è gioioso e vitale, con riflessi della cultura pagana. La fattura è ricercata e preziosa, evidenziata dai dettagli dorati (capelli, ali, cinturone, calzari).
Ha numerosi attributi, tra cui le ali richiamano a un amorino (un putto o Eros), mentre i gambali che lasciano scoperti il pube e le natiche richiamano Attis. Altri elementi sono l'età giovane, le ali ai talloni, la treccina tra i capelli, il serpentello amichevole ai piedi, la cintola con capsule di papavero, la corda ornata da un fiore nel capo, l'espressione felice e serena. Tra le proposte si sono succeduti Priapo, Mercurio (Muntz), Perseo, Cupido, Arpocrate, Attis (Meier), un fauno (Venturi), Amor-Ercole, Mitra, Eros-Patheos, l'Ebbrezza, un genietto protettivo o uno spiritello per metà angelico e metà diabolico. Scalini ha proposto l'"Amore coniugale trionfante sulla terra e sull'acqua", collegandolo con una base marmorea al Victoria and Albert Museum e ipotizzandone la collocazione su una fontana, composto in occasione delle nozze tra Bernardo Rucellai e Nannina de' Medici del 1466.
Ciascuna indicazione si avvale dei riscontri di alcuni attributi, tralasciandone altri. Forse la chiave decisiva era l'oggetto che il fanciullo teneva in mano, perso già dal 1677. Edgard Wind lo definisce "Cupido polimorfo" e così lo descrive: Ha il viso e le ali dell'Eros classico,  ha la coda di Pan, i calzoni di Attis, la cintura di Hypnos e i sandali di Mercurio.

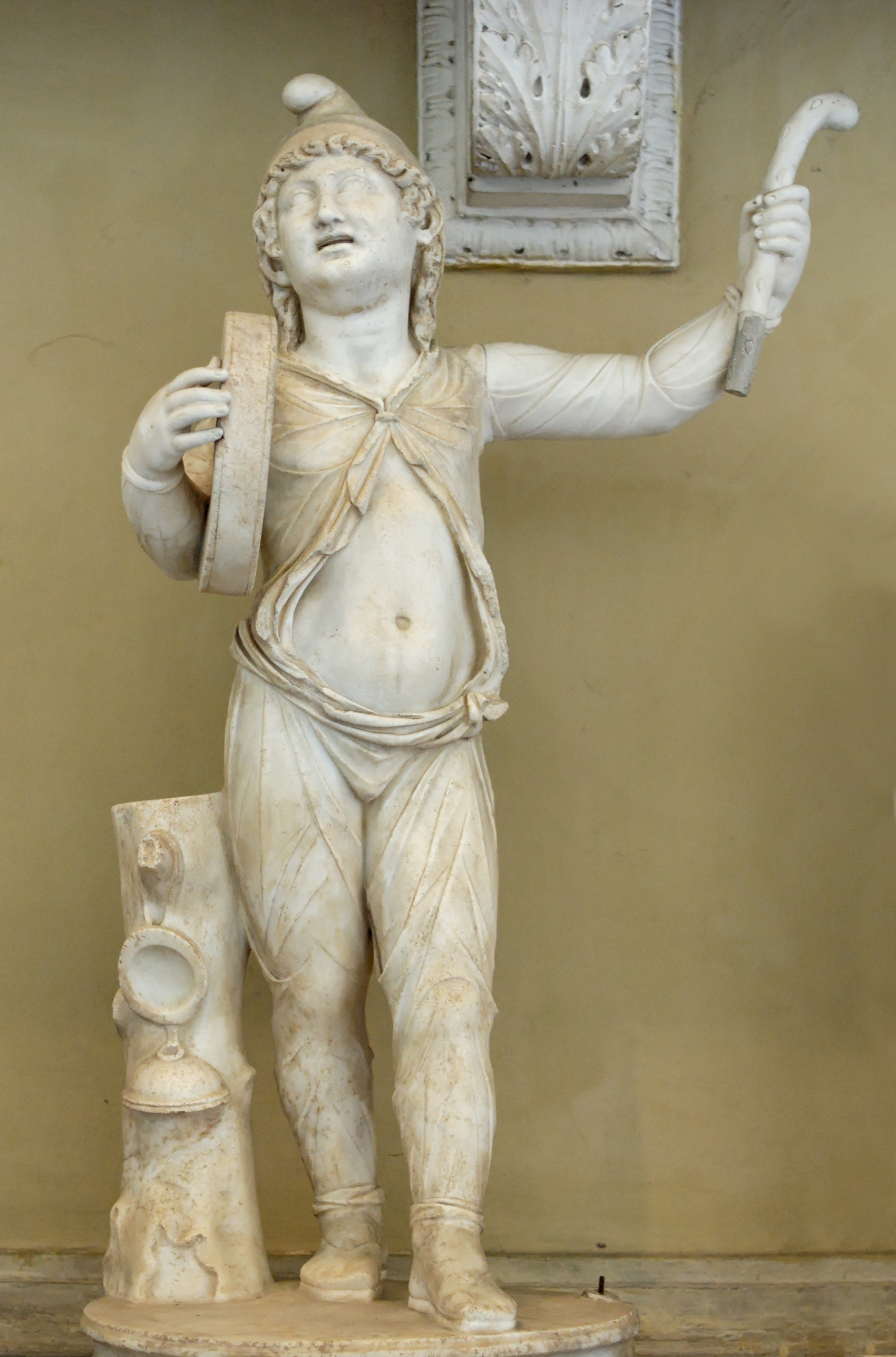
L'Attys Chiaramonte, esemplare antico nei Musei Vaticani